# Tongue House

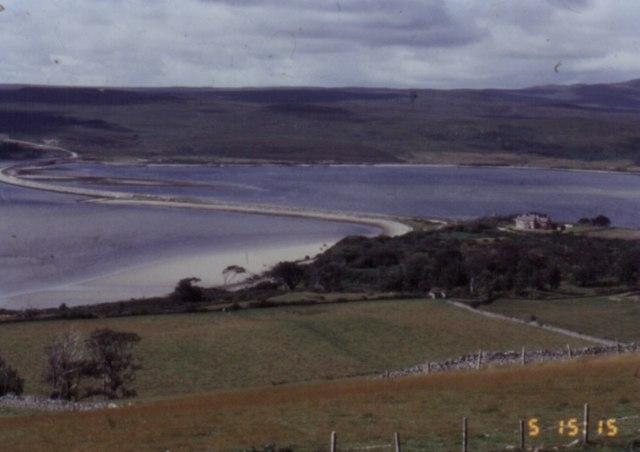
Tongue House

Tongue House ist ein Herrenhaus nahe der schottischen Ortschaft Tongue in der Council Area Highland. 1971 wurde das Bauwerk in die schottischen Denkmallisten in der höchsten Denkmalkategorie A aufgenommen. Seine Sonnenuhr, die Gärten sowie die Gartenumfriedung sind jeweils separat als Denkmäler der Kategorie B klassifiziert. Das Bootshaus ist als Kategorie-C-Denkmal eingestuft. Das Gesamtanwesen ist im schottischen Register für Landschaftsgärten verzeichnet. In zwei von sieben Kategorien wurde das höchste Prädikat „herausragend“ verliehen.

## Geschichte
Im 17. Jahrhundert zählte das Anwesen zu den Besitztümern des Clans Mackay und beheimatete den Clansitz. Donald Mackay wurde 1628 zum ersten Lord Reay erhoben. Das heutige Tongue House entstand im Jahre 1678. Aus den Karten Roys ist zu entnehmen, dass die formale Anlage der Gärten erst nach 1750 erfolgte. Es existieren Annahmen, dass Tongue House nach einer möglichen Zerstörung durch englische Truppen im Nachklang des zweiten Jakobitenaufstands neu aufgebaut wurde. 1829 veräußerte Eric Mackay, 7. Lord Reay das Anwesen an den Clan Sutherland, welcher die Flächen entwickelte. Millicent Sutherland-Leveson-Gower, Duchess of Sutherland, Ehefrau des 4. Duke of Sutherland, beschäftigte sich mit dem Gartenbau und könnte für die Entwicklung der Gärten und baumbestandenen Parks verantwortlich zeichnen.
Mit dem Ableben ihres Onkels gingen dessen Besitztümer sowie die Würde des Earl of Sutherland (der Titel Duke of Sutherland wird ausschließlich an männliche Verwandte vererbt und ging an Francis Egerton, 7. Duke of Sutherland) an Elizabeth Janson. Ab 1975 nutzte das Ehepaar Tongue House als Stammsitz.

## Beschreibung
Tongue House liegt vor den Flanken des Ben Tongue an der Ostküste des Kyle of Tongue rund zwei Kilometer nördlich der Ortschaft Tongue in der traditionellen Grafschaft Sutherland. Das einsame Tal entlang der Bucht ist dünn besiedelt, weshalb erst spät befestigte Straßen durch das Moorland gebaut wurden und der Seeweg bis 1815 der Hauptzugangsweg zu dem Anwesen war.
Die Hauptfassade des dreigeschossigen Herrenhauses ist vier Achsen weit. Seine Fassaden sind mit Harl verputzt, wobei Natursteineinfassungen abgesetzt sind. Das abschließende schiefergedeckte Satteldach ist mit Staffelgiebeln ausgeführt. Rückseitig schließen sich verschiedene ein- bis zweigeschossige Flügel an.

## Außenbauwerke

### Sonnenuhr
Die Sonnenuhr von Tongue House weist das Jahr 1714 auf. Sie ruht auf einer schlichten quadratischen Plinthe vor der Ostfassade von Tongue House. Jede ihrer Seiten zeigt ein graviertes Ziffernblatt. Zur weiteren Ornamentierung der Blätter zählen ein Krönchen, ein Herz sowie das Monogramm RR.

### Gärten
An der Ostseite schließt ein Garten an das Herrenhaus an. Eine hohe Bruchsteinmauer umfriedet die Anlage. Der Garten dient sowohl als Küchen- als auch als Blumengarten. Er wurde im mittleren 18. Jahrhundert angelegt. Wesentlich weitläufiger sind die angrenzenden Lustgärten, die sich bis an den privaten Bootsanleger am Kyle of Tongue erstrecken. Natursteinkappen bedecken ihre Umfriedungsmauern aus Bruchstein. An der Nordwestseite führt eine schlichte Pforte zu Bootshaus und Anleger. Die Pforte in Nähe des Hauses stammt aus dem späteren 18. Jahrhundert. Ihre rustizierten Pfeiler bestehen aus polierten Steinquadern.

### Bootshaus und Anleger
Das zweigeschossige Bootshaus am Kyle of Tongue stammt aus dem frühen bis mittleren 19. Jahrhundert. Das Hauptportal des harlverputzten Gebäudes schließt mit einem Segmentbogen. Traufseitig (Nord- und Südseite) sind Lüftungsschlitze eingelassen. Das Satteldach mit Staffelgiebeln ist mit Schiefer eingedeckt. Möglicherweise handelte es sich bei dem heutigen Nebeneingang an der Gebäuderückseite einst um den Haupteingang. Die einen leichten Bogen beschreibende Slipanlage besteht aus grob behauenem Feldstein. An der Südseite geht eine weitere, deutlich kleinere Slipanlage ab.